# Gravure héraldique

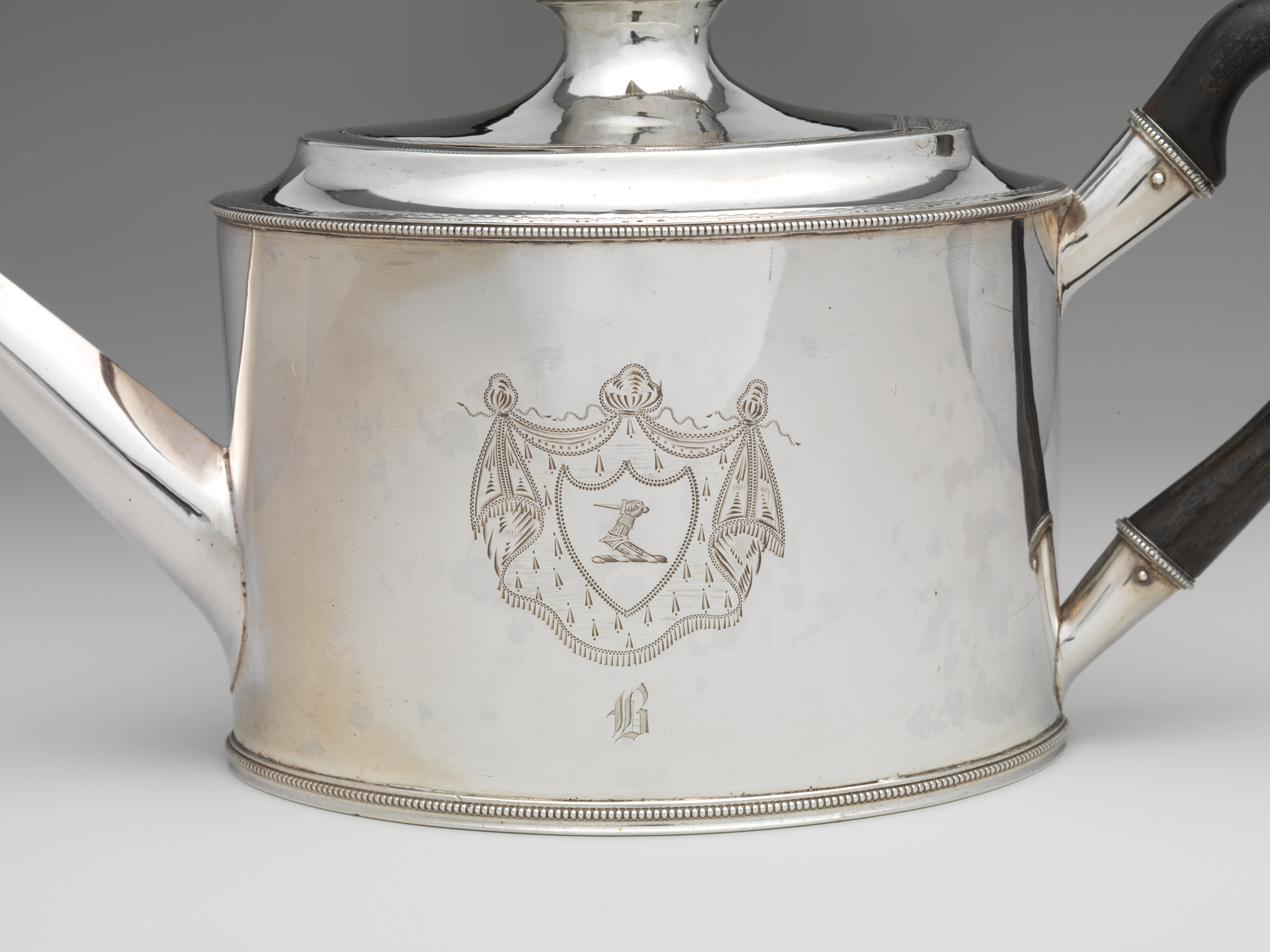
Gravure héraldique sur une théière.

La gravure héraldique se définit par l'action de graver un blason. Elle est exécutée par un graveur. Elle peut servir produire des bijoux armoriés (chevalières), des ex-libris, pour décorer des pièces d'argenterie, etc.

## Historique et technique
Ce métier qui s'exerce depuis le XIIe siècle date de l'apparition de l'art héraldique et du blason dans l'Occident médiéval. Sa pratique consiste à graver en creux dans des matériaux durs, très souvent du métal, des armoiries. Après un dessin préparatoire, le graveur utilise des outils de coupe tels que burins, échoppes et onglettes pour graver le motif en creux sur l'objet que l'on souhaite orner : bague ou chevalière, pièce d'argenterie (plateaux, couverts, services).
Depuis le XVe siècle, la gravure héraldique sert à réaliser des ex-libris armoriés. Dans ce cas, on recourt traditionnellement à la gravure au burin à la main sur une plaque de cuivre, qui est ensuite imprimée sur papier à l'aide de presses de taille douce.
Les couleurs du blason sont rendues par un code de hachures, des pointillés, etc.
Le métier a très peu évolué dans le temps. En effet, il s'agit d'un travail manuel et humain que les machines ne peuvent remplacer. Seule la qualité des outils peut être améliorée. Ce savoir-faire est inscrit à l'Inventaire du patrimoine culturel immatériel en France.

Un plateau d'argent gravé.
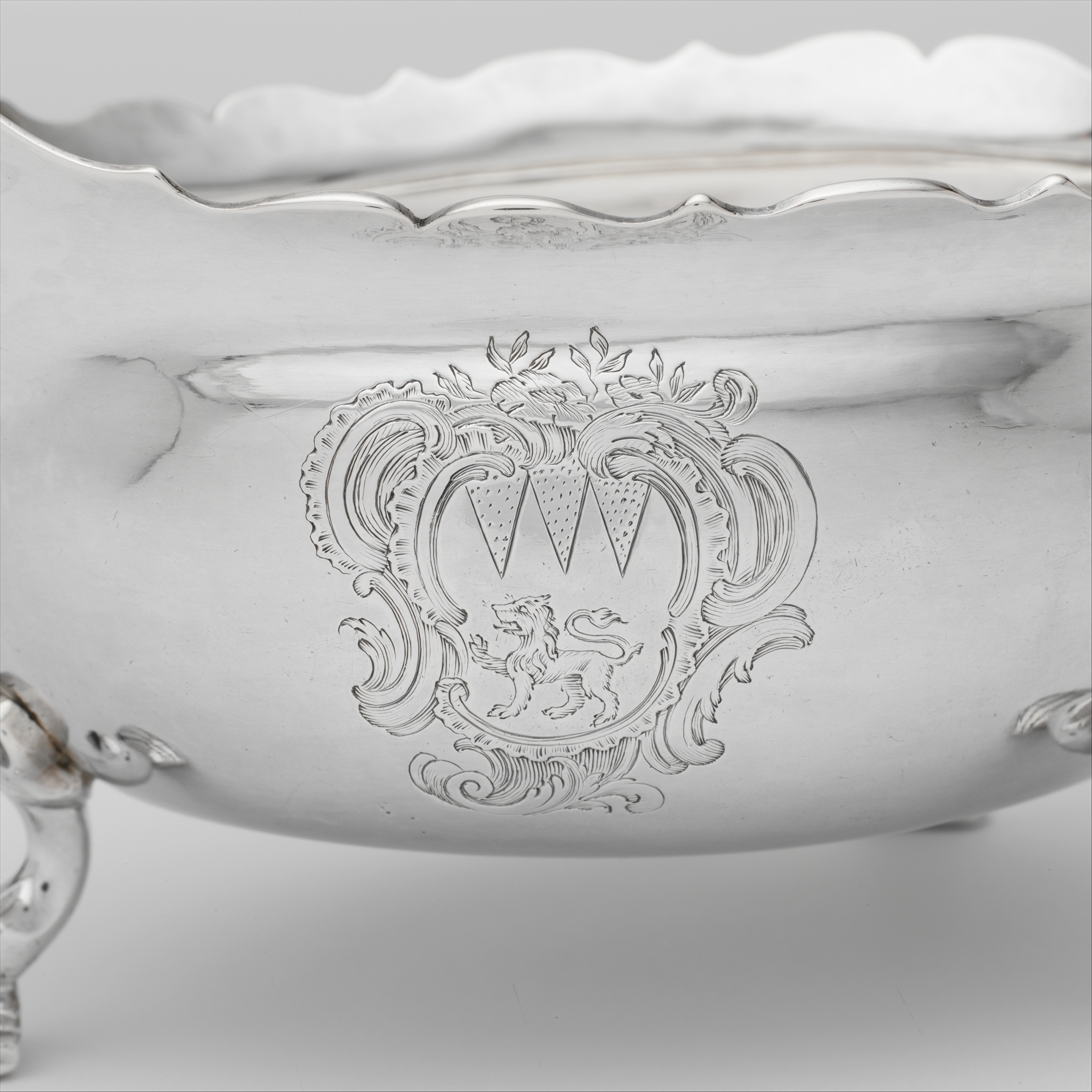
Blason gravé sur une saucière du XVIIIe siècle.
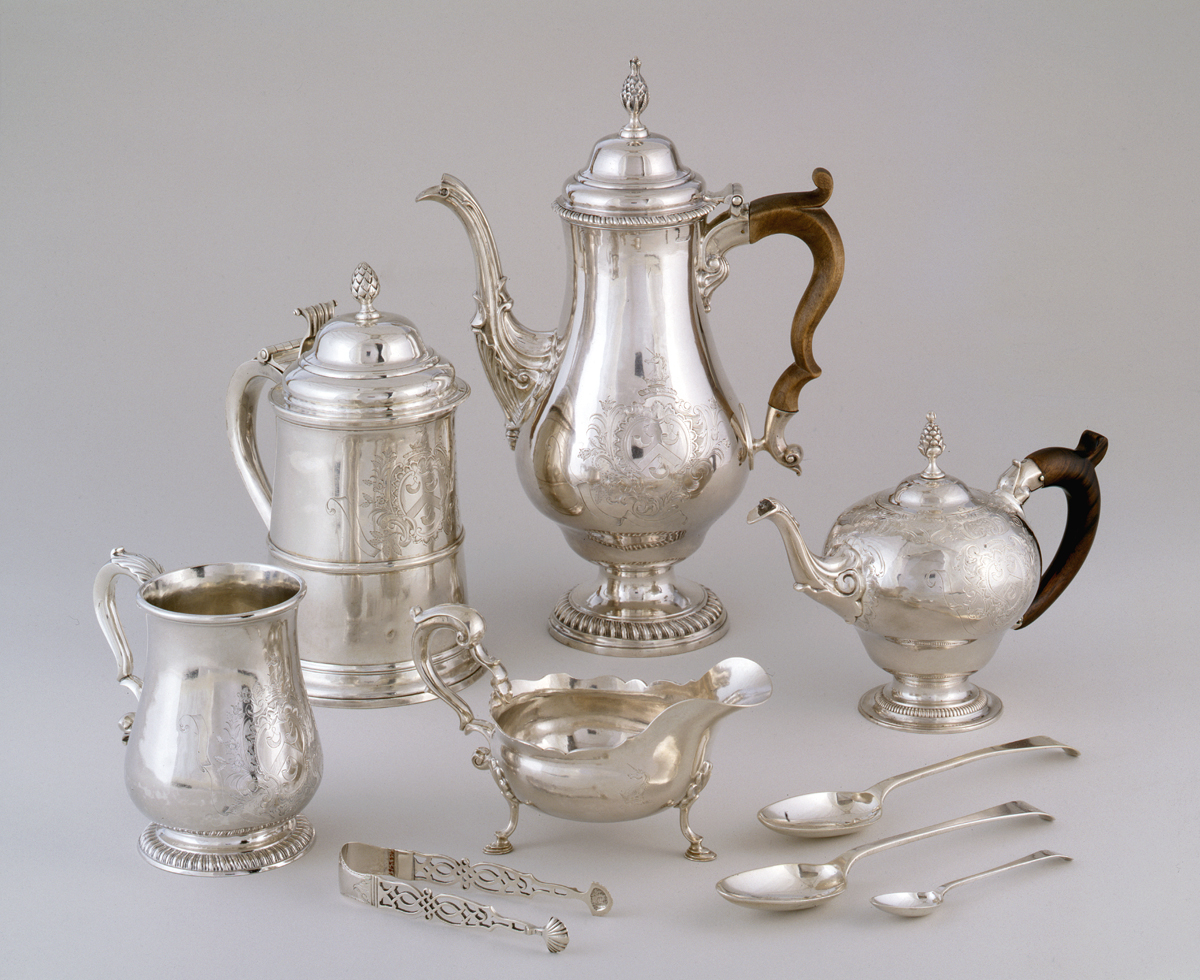
Un service complet d'argenterie gravée héraldique d'époque rococo.
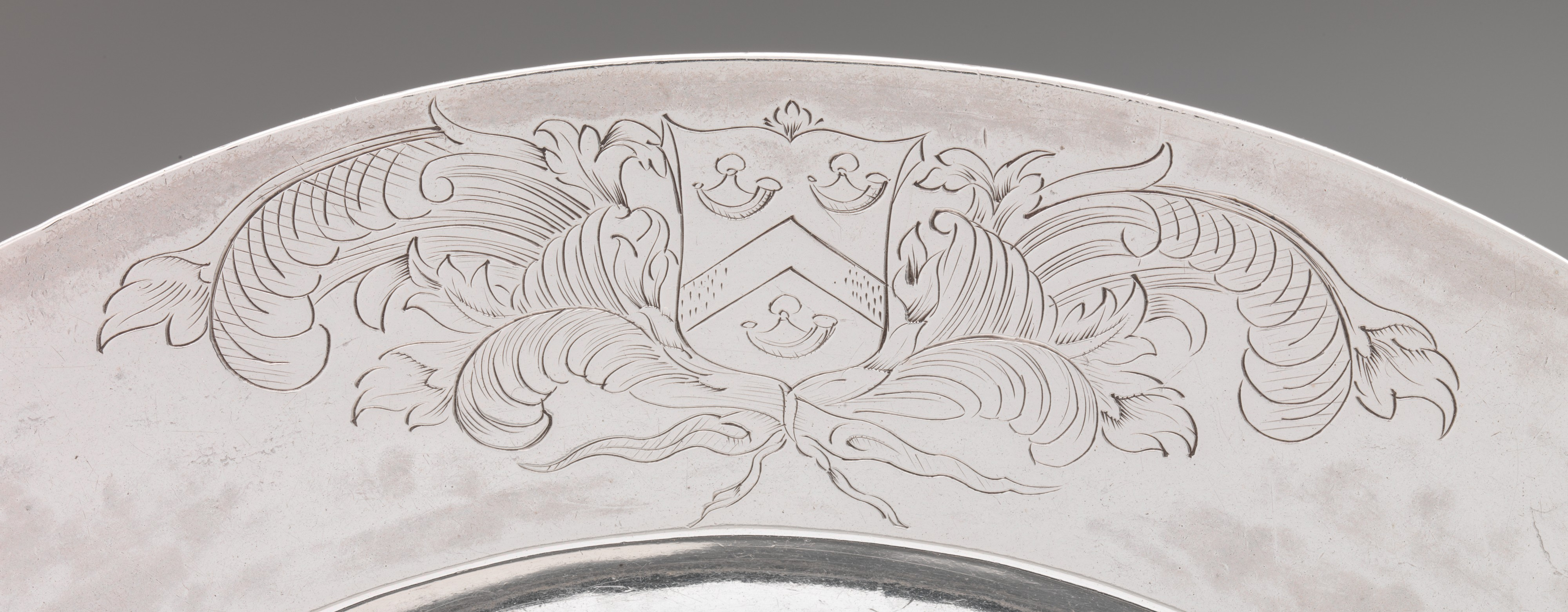
Détail héraldique gravé sur un plateau.
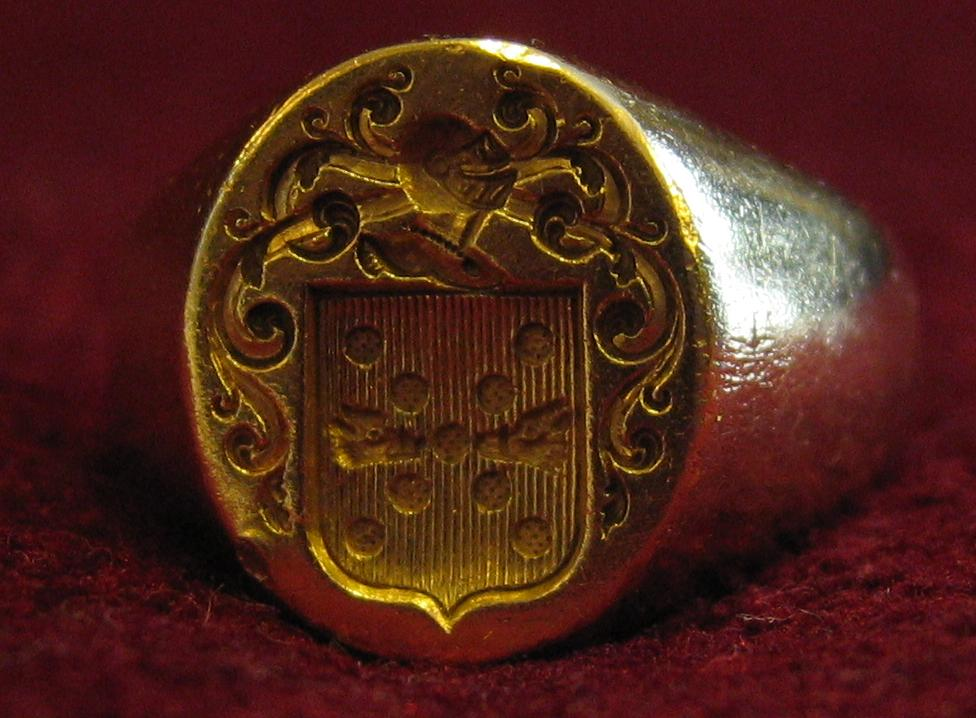
Chevalière gravée française contemporaine.
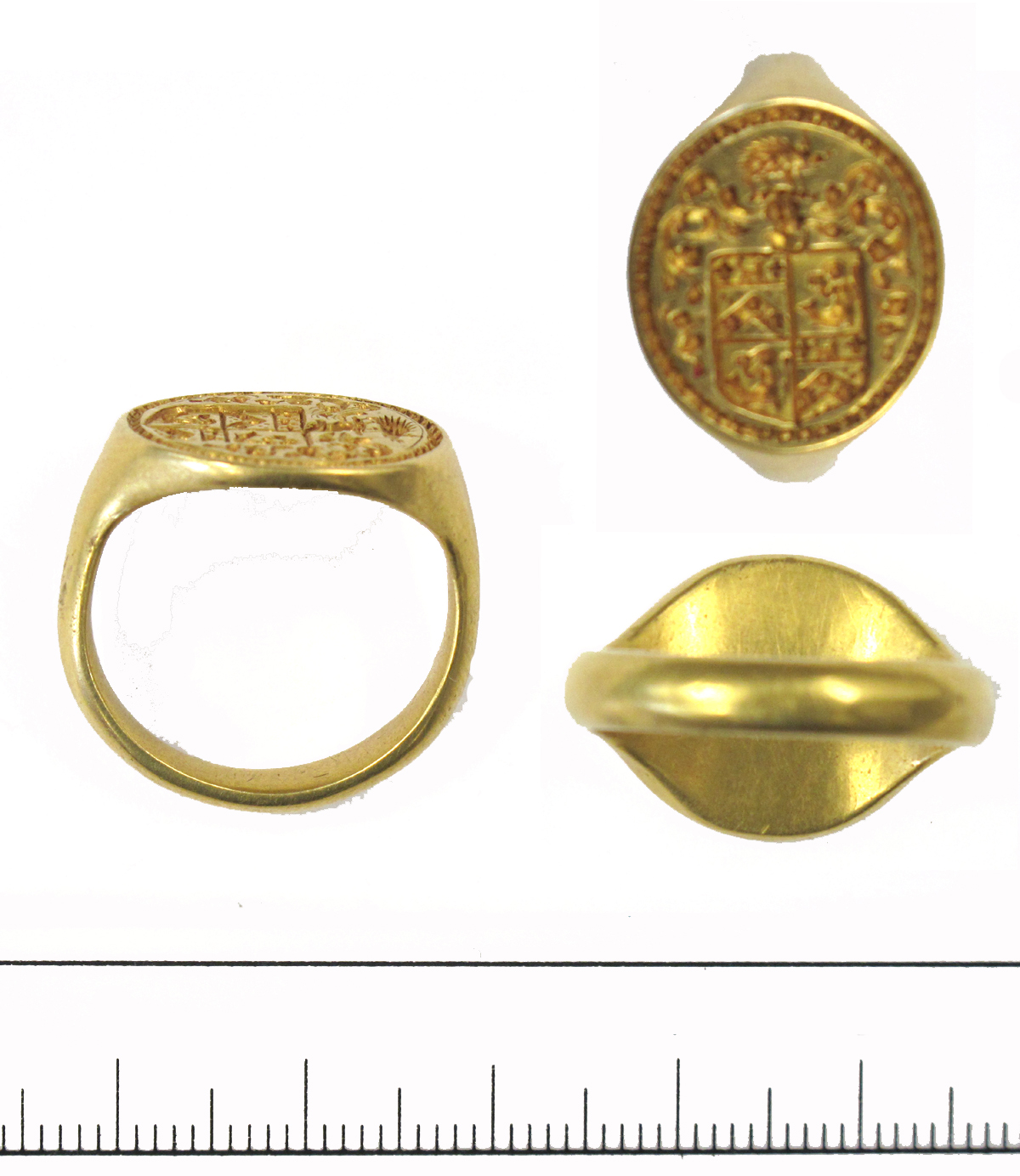
Chevalière gravée du XVIIe siècle.
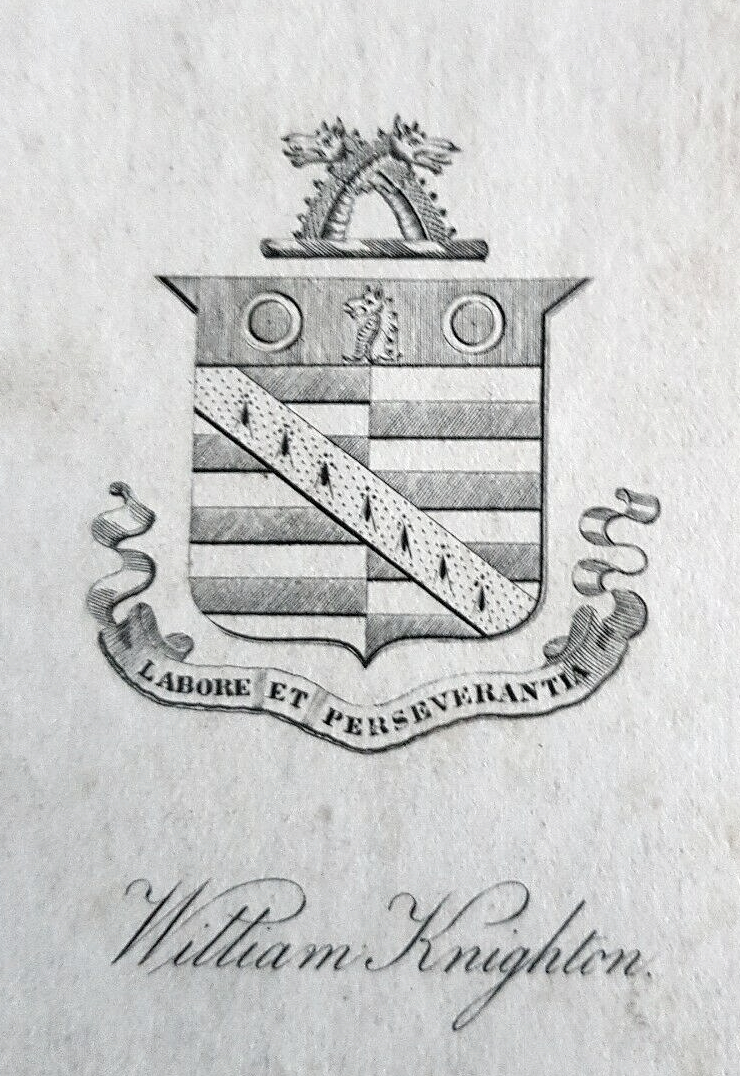
Ex-libris héraldique gravé et imprimé sur papier.
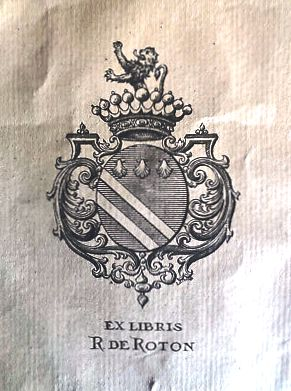
Ex-libris gravé français.
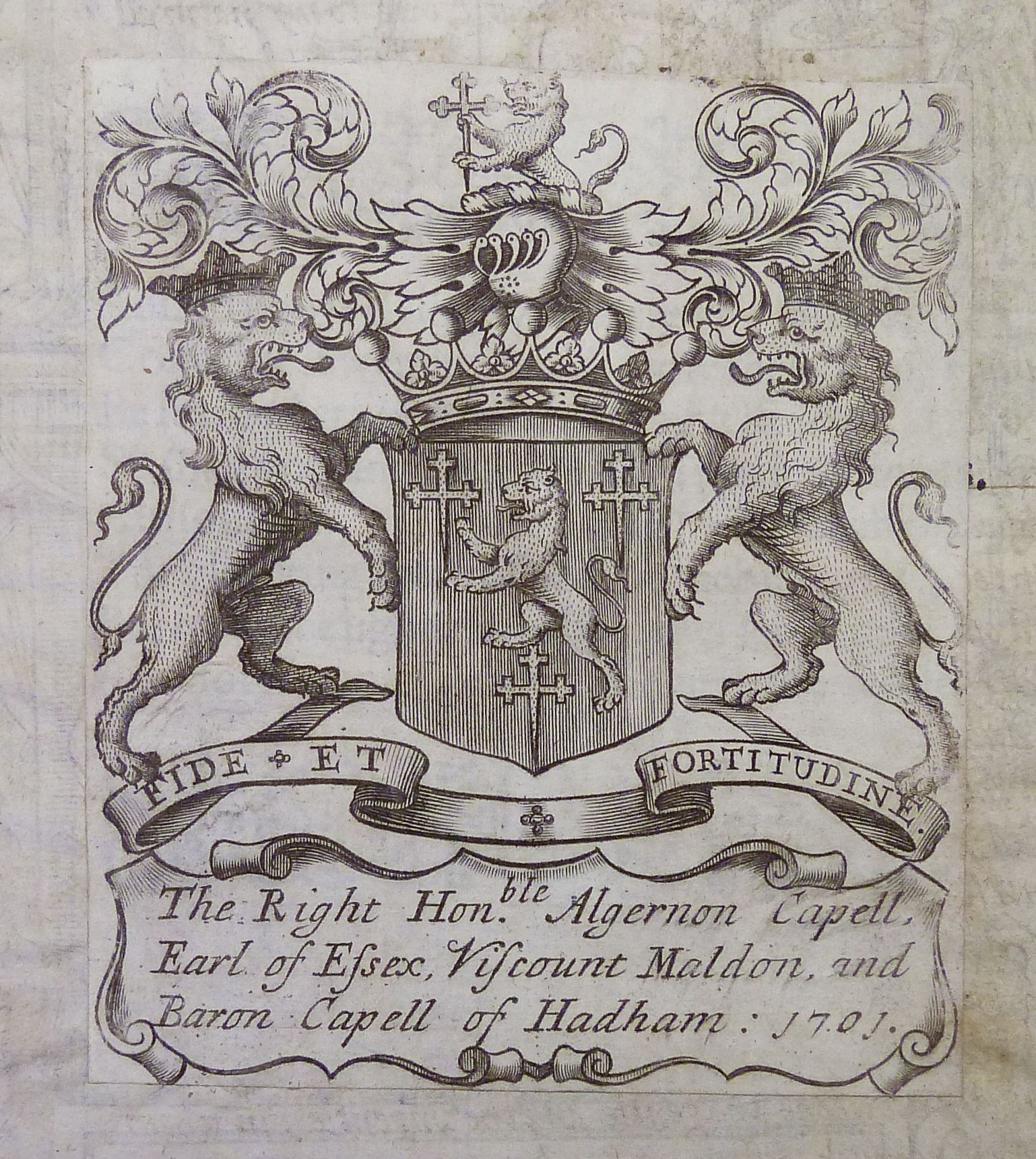
Ex-libris gravé anglais.